# Lethe diunaga
Lethe diunaga är en fjärilsart som beskrevs av Hans Fruhstorfer 1911. Lethe diunaga ingår i släktet Lethe och familjen praktfjärilar. Inga underarter finns listade i Catalogue of Life.